# 自然について (パルメニデス)
『自然について』（希: Περὶ Φύσεως、ペリ・ピュセオース）は、古代ギリシアの哲学者パルメニデスの現存する唯一の著作。叙事詩に用いられる六脚韻（ヘクサメトロス）で書かれたギリシア語の韻文（教訓詩）であり、19片の断片のみが伝わる（断片18はラテン語訳のみ）。
ちなみに、『自然について』という題名の著作は、ヘラクレイトス、エンペドクレス、アナクサゴラスなど、他の同時代・後代の哲学者も書いており、こうした題名は、当時としてはありふれたものであった。

## 構成
以下の3部構成となっている。
- 序詩 --- 断片1
- 第1部 真理（アレーテイア）の道 --- 断片2〜断片8(49行まで)
- 第2部 思惑（ドクサ）の道 --- 断片8(50行から)〜断片19

## 内容
冒頭の導入部である「序詩」では、著者（パルメニデス）が（後の第2部でも言及される）「光（火）」と「夜」で構成される思惑（ドクサ）の現象世界の「彼岸」としての「女神の門」に到達し、真実在を教わった（観得した）ことが寓話的に述べられる。
第1部の「真理（アレーテイア）の道」では、その（ヌース（知性）・ロゴス（理性・論理）を通じてのみ把握できる球形状の）超越的・根源的・本質的な真実在としての「有（ト・エオン, τὸ ἐόν, to eon）」の論証が行われる。
続く第2部の「思惑（ドクサ）の道」では、（イオニア学派に代表される）当時の自然哲学者たちの感覚的な、何となくそれらしい雑駁で非根本的・非本質的な自然の説明を揶揄するように、それを模倣したような言説が展開され、第1部で述べた自説との対比が示される。

### 序詩
断片1（全32行）のみで構成される。
主人公（パルメニデス）が「日の乙女子(おとめご)たち」に導かれた馬車に乗り、「夜の家」から「光の方」へと進んで行った先の地の果てにある、ディケー（正義）の女神が門番を務める「夜と昼が行き交う門」に辿り着く。
「日の乙女子たち」が女神を説得して門の扉を開けさせ、馬車が中に入ると、女神は主人公（パルメニデス）を迎えて祝福する。
そして女神は、主人公（パルメニデス）をこの道へと進ませ、この場所へと辿り着かせたのは、法（テミス）と正義（ディケー）の為せる業であり、これは決して悪い運命ではないし、ここまで来たからには、「真理（アレーテイア）」も、またそれに支えられた人々の「思惑（ドクサ）」も含め、万事を学ばねばならないとしつつ、以下の内容を述べ始める。

### 第1部 真理（アレーテイア）の道
断片2（全8行）、断片3（全1行）、断片4（全4行）、断片5（全2行）、断片6（全9行）、断片7（全6行）、断片8（1行から49行まで）で構成される。
- 【断片2】 「有る」（そしてその「有らぬ」ことは不可能）という「真理に従う説得の道」と、「有らぬ」（そしてその「有らぬ」ことは必然）という「探求不可能な道」がある。「有らぬもの」は、知ることも、語ることもできないから。
- 【断片3】 「思惟すること」と、「有ること」は、同じである。
- 【断片4】 知性（ヌース）を以て、「現前していないもの」を、「現前しているもの」と同等に、しっかりと見よ。知性（ヌース）は、「有るもの」が「有るもの」と繋がっていることを、切り離すことがないから。それが世界に遍在して分散していようが、凝集していようが。
- 【断片5】 どこから始めても、いずれ再びそこに帰り着くので、私にとっては同じこと。
- 【断片6】 「有るものが、有る」と語りかつ考えなくてはならない。なぜなら「有る」は有るが、「有らぬ」は有らぬから。このことをよくよく考えることを汝に命じる。こうして、まずは「有らぬ」探求の道から、私は汝を遠ざける。
しかし続いて、無知な人間たちが2つの頭を持ちながら彷徨(さまよ)い歩く道からも、私は汝を遠ざける。それは彷徨(さまよ)う思惟を導き、聾(みみしい)や盲(めしい)の如き、呆然とした無分別な群衆へと至らしめるから。彼らには「有る」と「有らぬ」が、同じであり、かつ同じでないのであり、全てについて逆向きの道（「有/非有」あるいは「同/不同」）がある。
- 【断片7】 「有らぬものが、有る」ということは、決して証明されないであろう。したがって、これ（有らぬもの）を探求する道から、汝は思惟を遠ざけよ。習慣に強いられて眼・耳・舌を徒らに労することなく、理（ロゴス）によって判定せよ。
- 【断片8 (1行-49行)】 残る唯一の道は「有る」である。ここには多くの標(しるし)がある。
「有るもの」は、不生・不滅で、完結し、不動で、終わりがない。「(過去)有った」も「(将来)有るだろう」もなく、一にして連続するものとして、一挙に全て「今有る」。
《1行-6行、概説》

その生まれ（始原）や、如何に何処から成長してきたか（過程）を、汝は尋ねるか？ 許さぬぞ、「有らぬもの」から（生じた）と、言うことも考えることも。なぜなら「有らぬもの」は、言うことも考えることもできないのだから。そもそも如何なる必要に駆り立てられて、（より先ではなく）より後に、「無」から（「有」が）生じたというのか。
かくして、それは全く「有る」か、全く「有らぬ」かの、どちらかでなくてはならぬ。
また「有るもの」と並んで、「他の何か」が、「有らぬもの」から生じ来たことも、論証の強い力は決して許さない。
したがって、正義の女神ディケーは、生成も、消滅も、足枷に繋いでそれを弛めずに捕縛する（容認しない）。
かくして、これらの判定の基準は「有る」か「有らぬ」かのみにあるが、その判定は既に必然のこととしてこう下された。一方は真の道ではなく、思われも語られもせず、他方は「現に有り」、「真実の道」としてあると。
そもそも「有るもの」が、如何にして「今より後に有り」得たり、「生じ来たり」するだろうか。「生ずる」としても、「将来いつか有る」としても、「今(現に/常に)有らぬ」ことになるのだから。
かくして、「生成」は消し去さられ、「消滅」は音無しとなる。
《6行-21行、「生成消滅」の否定》

「有るもの」は、全体として同一であり、分割できない。自らの一体性を妨げる「より多く有る」「より少なく有る」といったことが、ここそこにあることもなく、全体が「有るもの」で充ちている。「有るもの」は「有るもの」と密接しており、全体が連続的である。
《22行-25行、「分割/多少」の否定》

「有るもの」は、大いなる枷(かせ)に縛られて、不動で、無始無終なものとしてある。なぜなら、真の論証が「生成」と「消滅」を拒絶し、遥か彼方に追放したから。
「有るもの」は、同一なものとして、同一なものの内に留まりつつ、自己自身に即し、そこに確固として留まる。なぜなら、力強き必然の神アナンケーがそれを取り囲み、限界の枷(かせ)の中でそれを守護しているから。
したがって、「有るもの」が未完結であることは、あり得ない。なぜなら、それは何も必要としない（自足/自己完結している）から。そうでなければ、それは全てを必要としていただろう。
《26行-33行、「動/始終/未完結」の否定》

「思惟（言表）することができるもの」と「思惟を成り立たせているもの」は、同一である。言表できる「有るもの」が無ければ、思惟は成り立たないから。また「有るもの」以外に、現に有ったり、将来有るものは無いから。なぜなら、運命（モイラ）が「有るもの」を捕縛して、完全・不動なものにしているから。
したがって、死すべき者（人間）たちが真と信じて定めた、「生成/消滅」「有り且つ有らぬ」「場所の変化」「明色の変化」といったものは、ただの名目に過ぎない。
《34行-41行、「有」と「思惟/言表」》

「有るもの」は、究極的な限界を持つからには、全ての方向に完結していて、丸い「球」の塊のようなものであり、中心からあらゆる方向に均等を保つ。ここそこで「より大」「より小」はあってはならぬから。また、自身に到達するのを妨げるものは無いし、ここそこで自身との比較において「より多」「より少」は無いから。すなわち全体として不可侵であるから。
「有るもの」は、あらゆる方向において自分自身と等しく、限界の内で同質を保つ。
《42行-49行、「自己同質性」と「球」》

### 第2部 思惑（ドクサ）の道
断片8（50行から61行まで）、断片9（全4行）、断片10（全7行）、断片11（全4行）、断片12（全6行）、断片13（全1行）、断片14（全1行）、断片15（全1行）、断片16（全4行）、断片17（全1行）、断片18（全6行）、断片19（全3行）で構成される。
- 【断片8 (50行-61行)】さてここで、私は真理（アレーテイア）についての信じるに足る言説と思想を終えよう。これより後は、私の虚惑の言葉の連なりに耳を傾けながら、死すべき者（人間）たちの思惑（ドクサ）を学べ。
死すべき者（人間）たちは、2つの形態に名前を与えようと心を決めたが、その内の1つにすら名付けるべきではなかったし、そこが彼らが錯迷に陥る原因（端緒）となっている。
彼らはそれらを、2つの反対・対立する姿形として区別し、互いに別々の標(しるし)を与えた。1つは「天の火」であり、それは穏やかで、きわめて軽く、あらゆる方向において自分自身と同一であるが、他のものと同じではない。もう1つはそれと反対の「暗い夜」であり、濃密で重い。
私は汝に、その世界のもっともらしい全容を語ろう。汝が、他の死すべき者（人間）たちに、知見の上で凌駕されることがないように。
- 【断片9】さて、全てのものが「光」と「夜」と名付けられ、どちらかの力に属するものとしてあれやこれやにその名が割り当てられたからには、全ては同時に「光」と「暗い夜」に充たされる。双方等しく。そのどちらでもないものは無いから。
- 【断片10/断片11】汝は知るであろう、天空の本性を、その中の全てのしるしを、輝く太陽の清らかな松明(たいまつ)の目も眩む働きを、それらがどこから生じてきたかを。
同様に汝は学ぶであろう、丸顔の月のめぐり動きとその本性を。
更に汝は知るであろう、我々を取り囲む諸天体がどこから生じたかを、必然の女神アナンケーがどのようにそれらを捕え縛り星々の限界を維持しているかを。
いかにして大地と、太陽と、月と、あまねく天空と、天の川と、天涯のオリュンポスと、星々の熱の力が、生じたかを。
- 【断片12】狭い輪（軌道）たちは混じりの無い「火」で充たされ、続く輪（軌道）たちは「夜」で充たされ、その中間には「火」の分け前が突き進む。それらの中央には万物の進行を司る女神がいる。彼女は全ての苦しい出産と交わりの始原者であり、女を男に差し向けたり、男を女に差し向けて交わらせる。
- 【断片13】（彼女は）全ての神々の中で、まずエロースを最初に作った。
- 【断片14】（月は）借りものの光で夜に輝き、大地の周りをめぐり
- 【断片15】（月は）いつも太陽の光の方を見て
- 【断片16】その時々の体内の（「火」と「夜」の）混合のあり方に応じて、思惟が立ち上がる。思考と体内のあり方は（全人類共通して）同じであり、体内のあり方が思考として表れるから。
- 【断片17】右側に男の子たち、左側に女の子たち
- 【断片18 (※ラテン語訳のみ現存)】女と男が愛（ウェヌス）の種子を一緒に混ぜ合わせる時、脈官の中の相異なる血の混合から生じる形成力は、種子が適度に調和的に混合されれば良く整えられた（胎児の）体を作るが、うまく混ざらずに相争い、（胎児の）体の中で1つの力として結合されないと、二重の種子によって胎児の性を損なうことになる。
- 【断片19】このように、思惑（ドクサ）によれば、これらのものはこのように生まれて現にあり、やがて将来成長し、終わりを遂げる。人間たちはこれらのもののそれぞれに、名前を割り当てた。

## 後世への影響

### レウキッポス・デモクリトス
レウキッポスとデモクリトスは、本作の第1部に説かれる「有る」と「有らぬ」を、「原子（アトモス）」と「空虚（ケノン）」と解釈し、古代の原子論を確立した。

### プラトン
プラトンの『パルメニデス』後半の「予備練習」は、本作の第1部「真理（アレーテイア）の道」における論証のパロディとなっている。
また、プラトンの『ソピステス』後半は、本作の「断片7」で表明されている「 「有らぬものが、有る」ということは、決して証明されない」というパルメニデスの命題を、反証する（「非有の有」を証明する）ことに費やされている。
また、
プラトンの『ティマイオス』は、本作の「有（ト・エオン）」の代替概念とも言える超越的な創造主「デミウルゴス」の宇宙生成に始まり、最後は本作の第2部に類似した自然哲学的な人体の構造説明などで終わるなど、本作の構成・内容を意識した作りになっている。そのこと（プラトン『ティマイオス』が、パルメニデス『自然について』の模倣作・パロディ的な性格を持ち合わせた作品であること）は古代当時から認識されており、『ティマイオス』には伝統的に、本作の題名と同名の「自然について（希: Περὶ Φύσεως、ペリ・ピュセオース）」という副題が付されてきた。

## 日本語訳
- 『世界文学大系 第63 パルメニデス』藤沢令夫、筑摩書房、1965年
- 『ソクラテス以前哲学者断片集 (第2分冊)』内山勝利など、岩波書店、1997年
- 『パルメニデス 新装版』井上忠、青土社、2004年
- 『パルメニデス 錯乱の女神の頭上を越えて』山川偉也、講談社、2023年